# Компиенско примирие (1940)
Вижте пояснителната страница за други значения на Компиенско примирие.
Компиенското примирие от 22 юни 1940 г. е споразумение между Германия и правителството на Франция начело с маршал Филип Петен за прекратяване на военните действия между двете страни по време на Втората световна война. Претърпяла поражение след германския пробив при Ардените през май, Франция изпада в политическа криза. След оставката на премиера Пол Рейно властта е поета от привържениците на помирение с Хитлер. Със споразумението, подписано край Компиен, те приемат условията за спиране на огъня, диктувани от германците. Част от тези условия са:
- трайна германска окупация в северната и западната част на Франция (член 2) – общо около ⅔ от нейните територии, включително и Париж[2];
- разоръжаване на френските армия и флот (чл. 4, 6, 8);
- френското правителство трябва да възпрепятства въоръжена съпротива на французи срещу Германия (чл. 10)
- поемане на разноските за германската окупационна армия от френското правителство (чл. 18);
- задържане на френските военнопленници в германски лагери до края на войната (чл. 20);
- пълен контрол на Германия върху морската търговия и въздушното пространство на неокупираната част на Франция (чл. 11, 12).

Примирието е спазвано от режима на Виши, но не и от участниците в мащабното съпротивително движение, което се разгръща във и извън Франция до освобождаването на страната от нацистката окупация през 1944 г.